# Tempio di Atena Polias (Pergamo)
Il tempio di Atena Poliàs era un tempio greco costruito nella parte più antica della città di Pergamo, risalente al III secolo a.C. per progetto di Filetero.

## Storia
Dopo la vittoria di Attalo I sui Galati la città si era dotata di un'acropoli monumentale. Su di essa Attalo I eresse un tempio ad Atena Poliàs (protettrice della città, il cui culto aveva avuto origine ad Atene) e ne ornò la piazza antistante con statue bronzee (che conosciamo in parte da copie in marmo); altre, simili nel tema e nello stile, furono collocate da Attalo I nel donario sull'acropoli (201 a.C.). Il tema dominante era la vittoria sui "barbari" e il trionfo della civiltà sulla forza, come al solito, nella cultura greca antica, trasfigurato in scene mitologiche.

## Architettura
Si tratta di un tempio periptero dorico di 6x10 colonne (insolito data la tradizione locale) con cella a 2 navate rivolta verso Nord, opistodomo assente e pronao con 2 colonne in antis.

### Il recinto di Atena Polias
Eumene II fece circondare da portici il recinto di Atena sul lato Est e Nord: questi erano concepiti come veri edifici praticabili a 2 piani, caratterizzati dalla presenza di colonne doriche al piano inferiore e ioniche a quello superiore, fra cui troviamo il propilon e la biblioteca.

### Descrizione del frontone
Il frontone del tempio era decorato da varie scene mitologiche, delle quali si conoscono alcune parti. A destra si trovava  Proteo, una figura triforme (corpo a forma di serpente con tre teste); il centro era occupato da una statua di Atena, oggi sconosciuta; a sinistra infine si trovava un mostro marino (Tritone), con la coda di pesce, cavalcato da Eracle.